# Референдумы в Швейцарии (1966)
Референдумы в Швейцарии проходили 16 октября 1966 года. Конституционный референдум проводился по поводу одобрения поправки, касающейся швейцарских граждан, живущих за рубежом. Поправка к Конституции была одобрена избирателями. Референдум по гражданской инициативе «о борьбе против алкоголизма» был отклонён.

## Результаты

### Конституционный референдум о жвейцарских гражданах за рубежом
| Выбор                                | Общее голосование | Общее голосование | Кантоны | Кантоны | Кантоны |
| Выбор                                | Голосов           | %                 | Полных  | Полу-   | Всего   |
| ------------------------------------ | ----------------- | ----------------- | ------- | ------- | ------- |
| За                                   | 491 220           | 68,1              | 19      | 6       | 22      |
| Против                               | 230 483           | 31,9              | 0       | 0       | 0       |
| Пустых бюллетеней                    | 33 719            | –                 | –       | –       | –       |
| Недействительных бюллетеней          | 1 163             | –                 | –       | –       | –       |
| Всего                                | 756 585           | 100               | 19      | 6       | 22      |
| Зарегистрированных избирателей/ Явка | 1 580 573         | 47,9              | –       | –       | –       |
| Источник: Nohlen & Stöver            |                   |                   |         |         |         |

### Инициатива о борьбе против алкоголизма
| Выбор                                | Голосов   | %    |
| ------------------------------------ | --------- | ---- |
| За                                   | 174,242   | 23.4 |
| Против                               | 571,267   | 76.6 |
| Пустых бюллетеней                    | 12,697    | –    |
| Недействительных бюллетеней          | 1,164     | –    |
| Всего                                | 759,370   | 100  |
| Зарегистрированных избирателей/ Явка | 1,580,573 | 48.0 |
| Источник: Nohlen & Stöver            |           |      |